# 병점
병점(餠店)은 경기도 화성시 동부에 위치한 지역으로, 과거 태안읍이었던 지역을 두루 일컫는 말이다. 다만, 2007년에 동탄신도시에 편입된 능동(동탄3동)은 병점에서 제외하는 게 일반적이다.
2006년 태안읍 폐지와 함께 이 지역에는 진안동, 병점1동, 병점2동, 반월동, 기배동, 화산동 등 6개의 행정동이 설치되었다.

## 교통
- 병점역

## 행정
병점, 동탄과 정남면을 관할하는 화성시청 동부출장소가 병점(진안동)에 있다.

## 정치
18대와 19대 총선 때 병점은 동탄과 함께 1개의 국회의원 선거구(화성시 을 선거구)를 이루었지만, 동탄신도시의 인구 증가로 20대 총선부터 병점은 봉담읍과 함께 화성시 병 선거구(신설)가 되었다.
화성시는 화성군이던 16대 총선까지 오산시와 함께 1개 선거구를 이루다가 2001년에 시로 승격한 후 2004년 17대 총선 때 단일선거구가 되었으며, 2008년 18대 총선 때 2개 선거구, 2016년 20대 총선 때 3개 선거구가 되었다.

## 같이 보기
- 동탄
- 병점동